# وودساید، بدفوردشر
وودساید (به انگلیسی: Woodside) یک روستا در بریتانیا است که در بدفوردشر واقع شده‌است.